# Lars Bäckvall

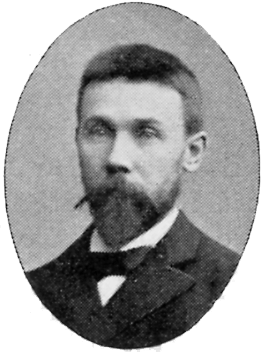
Lars Bäckvall.

Lars Jönsson Bäckvall, född 19 juli 1858 i Dalby socken, Värmland, död 1 oktober 1935 i Katarina församling, Stockholm, var en svensk arkitekt och hembygdsforskare.

## Biografi
Bäckvall var elev på Tekniska Högskolan i Stockholm 1887–1891 och parallellt med studierna utförde han 90 ritningar av olika slag. Därefter studerade han och arbetade som privat arkitekt i Chicago 1891–1894 och kom där, enligt egna anteckningar, att utföra 43 ritningar till om- eller nybyggnader, däribland en större fabriksbyggnad. Därefter bosatt i Stockholm där han verkade som arkitekt och byggmästare bland annat hos Gustaf Wickman och Ferdinand Boberg. 1906-13 var han byggnadskontrollant för Stockholms stad, tidvis också för statens räkning.
Bäckvall kom att bli mycket intresserad av hembygdsforskning, en forskning som blev alltmer intensiv genom åren. Han hann inte ägna sig åt arkitektyrket och för att klara ekonomin så sålde han ut delar av sitt bibliotek, vilket grep honom hårt. Hans fru dog 1927 och han ändade sitt eget liv 1935. Lars Bäckvall donerade sin hembygdsforskning till Nordiska museet, där de handskrivna folianterna upptar bortåt tre hyllmeter.

## Verk i urval

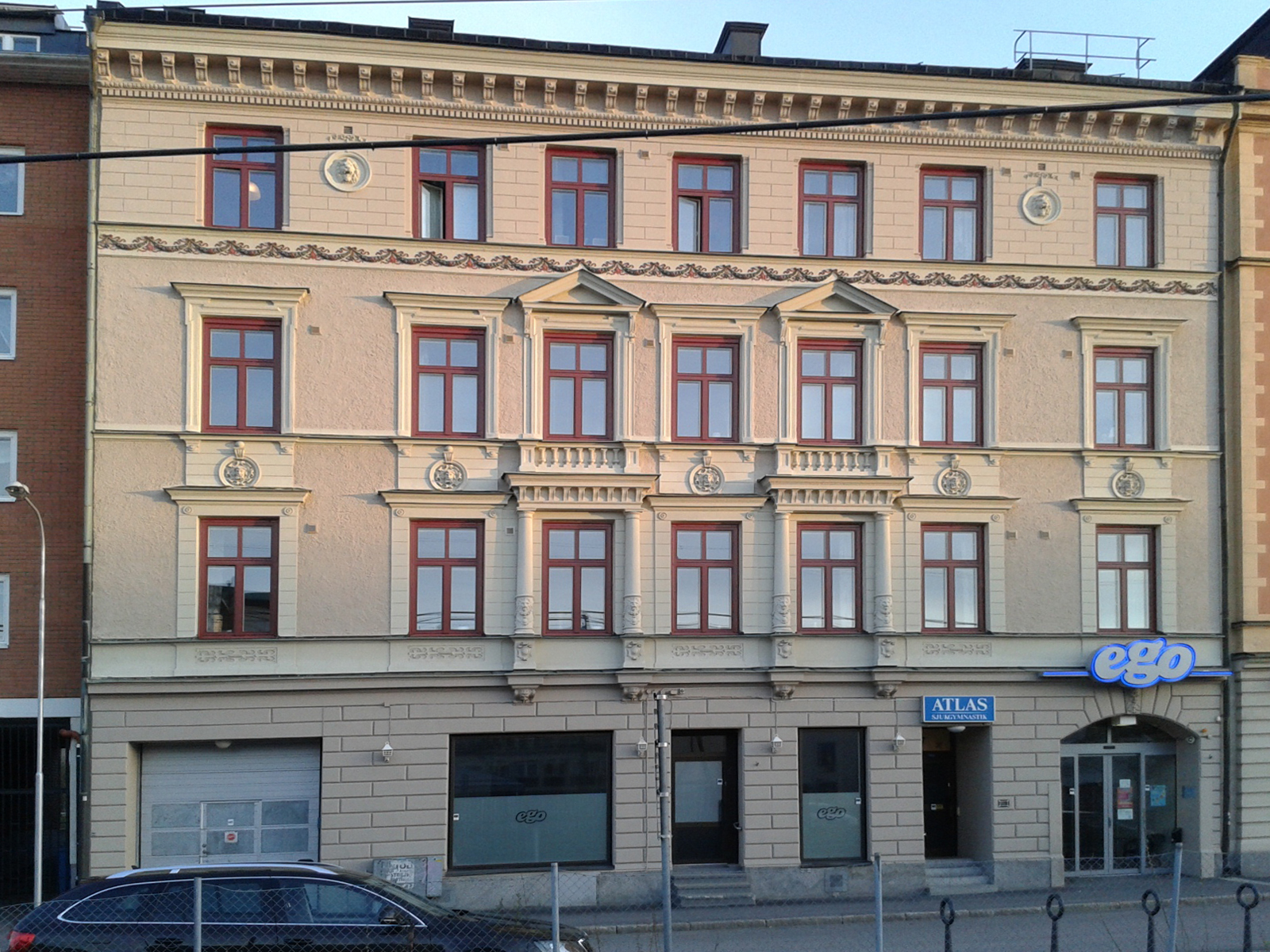
S Järnvägsgatan 7, Sundsvall, 1890, Bäckvall
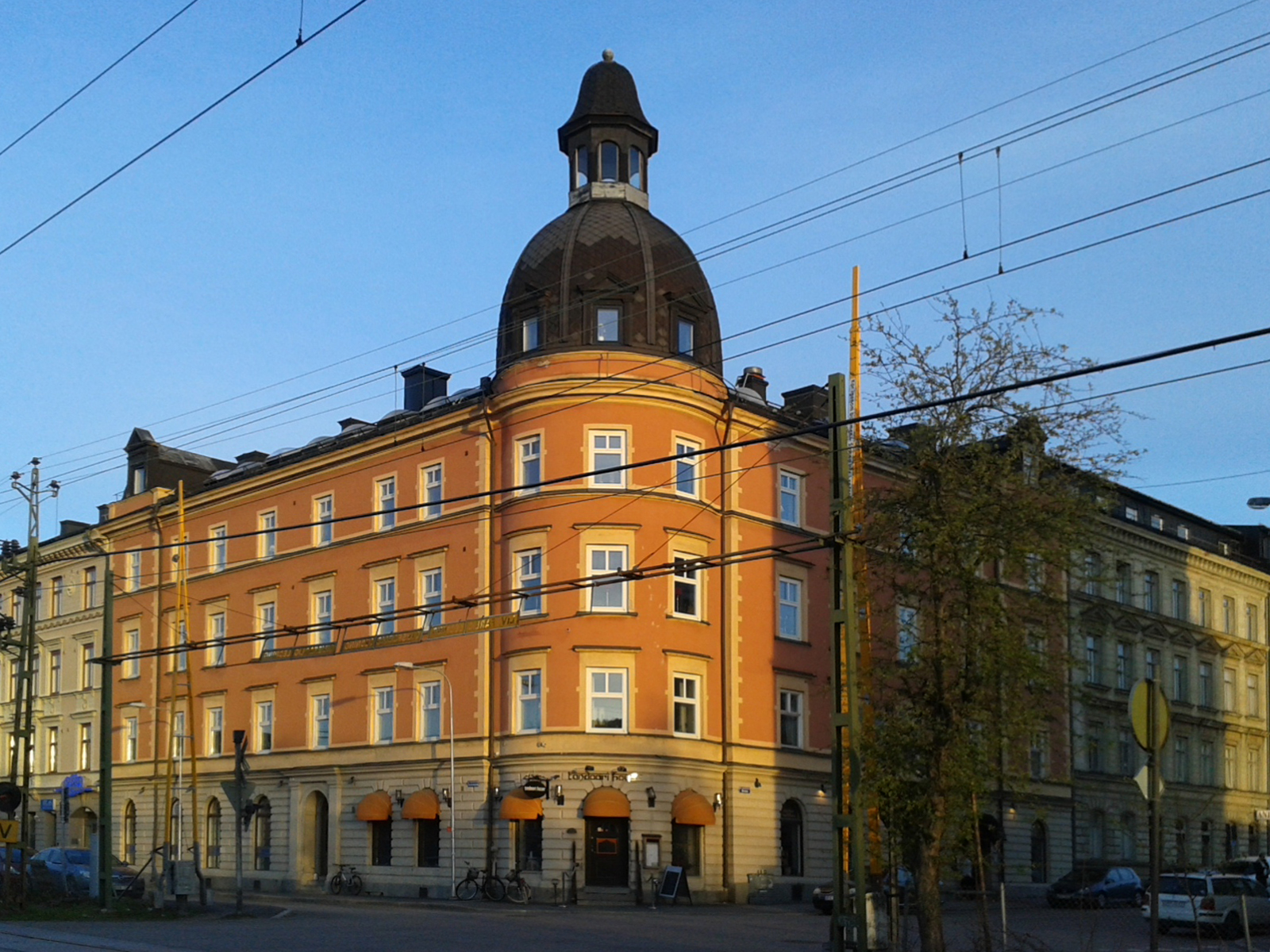
S Järnvägsgatan 9, Sundsvall, 1890-91, Lars Bäckvall & Nils Nordén
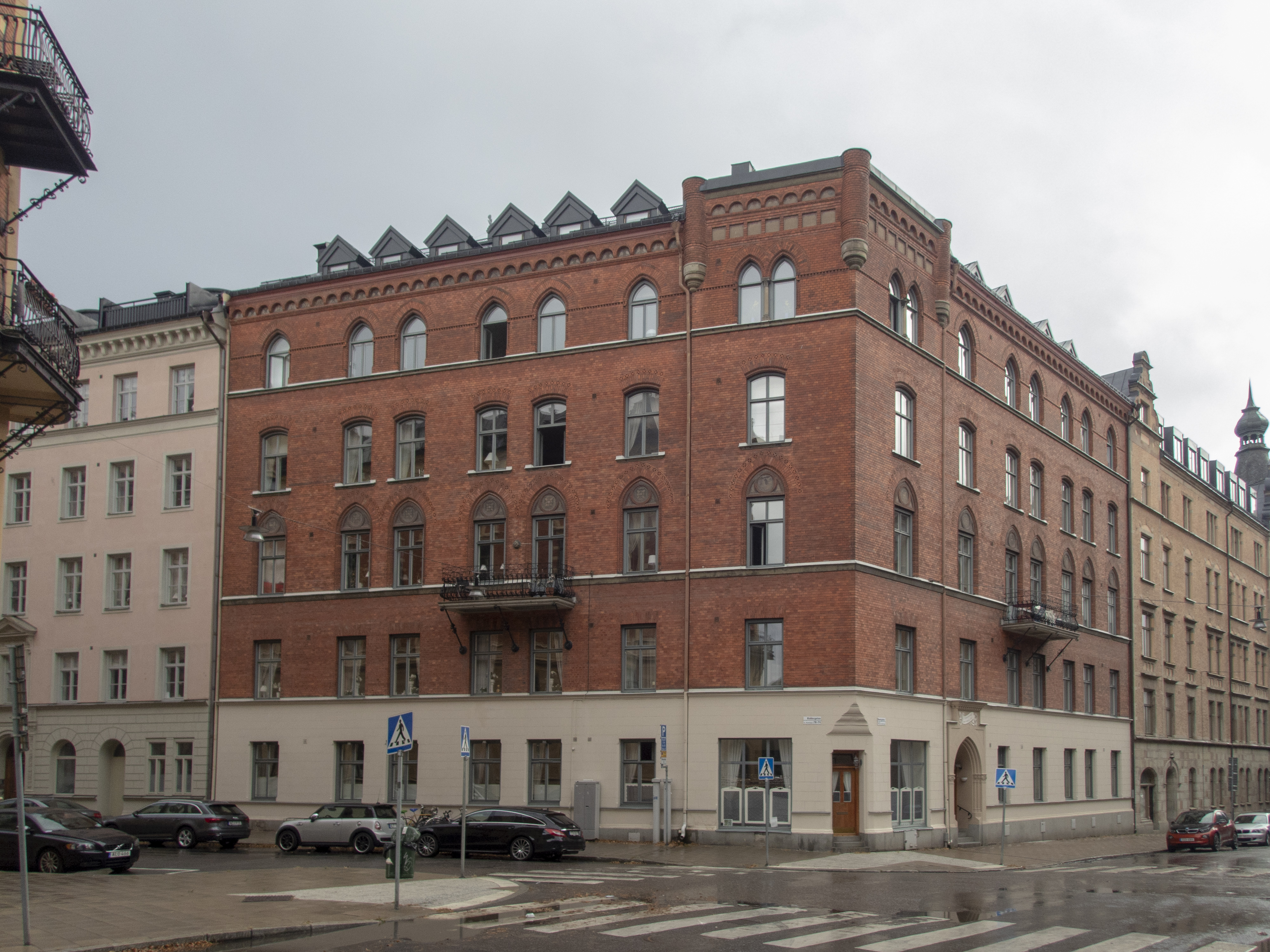
Riddargatan 74, Stockholm, 1890-92, Bäckvall
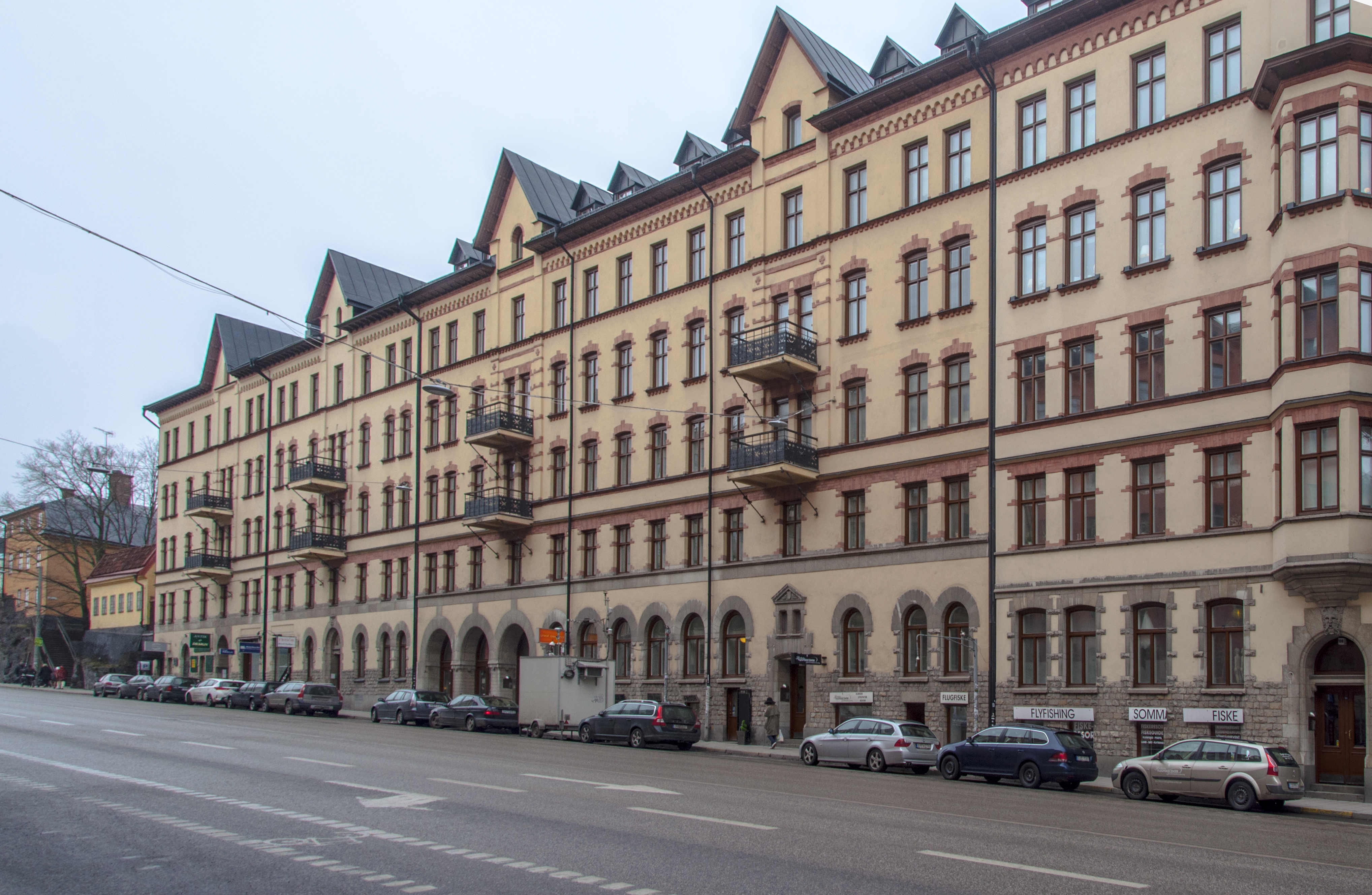
Hornsgatan 106-108, Stockholm, 1896-1897, Bäckvall och Olof Jansson
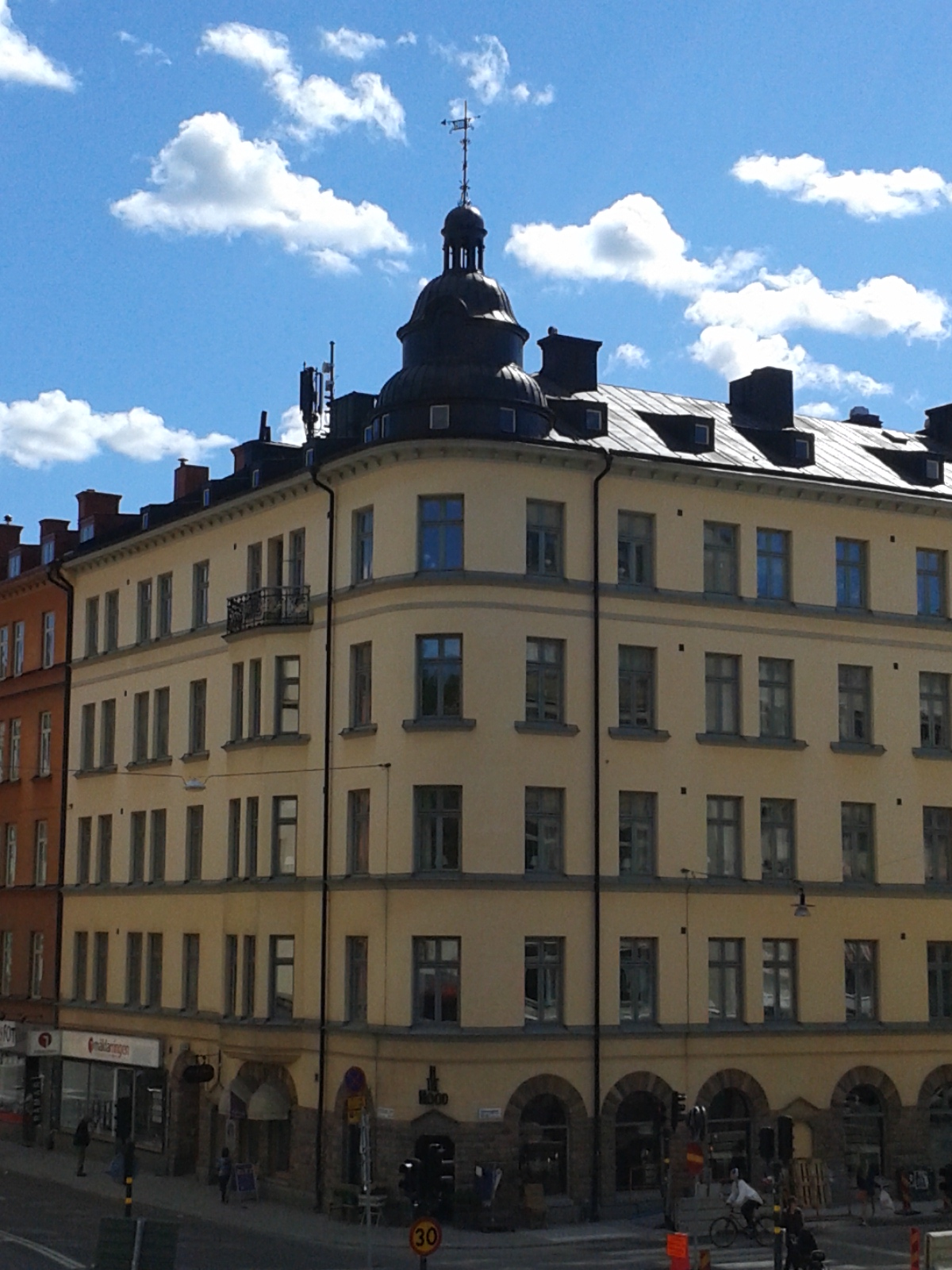
Renstiernas Gata 14, Stockholm, 1900-01, Bäckvall